# Lluís Colet
Lluís Colet (Perpiñán, Rossellón; 1946) es un activista francés de la lengua y la cultura catalana, que actualmente ostenta el récord Guiness del discurso más largo hecho en lengua catalana.
Colet es guía del Castellet de Perpiñán de Perpiñán y agente del patrimonio del ayuntamiento de esta ciudad.
Del 12 al 17 de enero de 2009, Lluís Colet batió el récord del discurso más largo, después de estar 124 horas hablando de forma ininterrumpida. Lluís Colet ya había hablado anteriormente 24 y 48 horas seguidas, pero en ese momento el récord lo detenía el indio Jayasimha Ravirala con un discurso de 120 horas. La prueba la llevó a cabo en el restaurante de la estación de Perpiñán, estación de la que Salvador Dalí dijo que era el centro del mundo. Durante el discurso leyó textos en catalán con algunas explicaciones en francés, de diversos temas como la historia universal, la cultura catalana, los refranes catalanes, la lengua catalana, los Dragones Catalanes de rugby, la USAP, el FC Barcelona, las selecciones deportivas catalanas y el paso de los trenes de TGV por Perpiñán, entre otros. Una vez cumplido con éxito el récord dijo que lo dedicaba a toda aquella gente y asociaciones que defienden y promueven la cultura catalana en la Cataluña del Norte y que quería que se mencionara que el discurso más largo del mundo había sido en lengua catalana.